# Apocephalus ritualis
Apocephalus ritualis är en tvåvingeart som beskrevs av Brown 1997. Apocephalus ritualis ingår i släktet Apocephalus och familjen puckelflugor. Inga underarter finns listade i Catalogue of Life.